# Avalanche (videojoc)
Avalanche és una màquina recreativa dissenyada per Dennis Koble i fabricada per Atari Inc. el 1978. L'objectiu és atrapar roques que cauen amb un conjunt controlable de paddles per disminuir en nombre i grandària quan les roques cauen cada cop més ràpidament. El concepte va guanyar un públic molt més ampli quan Activision va publicar una adaptació no autoritzada el 1981 de Kaboom! per a l'Atari 2600.
El port oficial de Dennis Koble de Avalanche per a ordinadors Atari de 8 bits es va vendre a través de l'Atari Program Exchange en lloc dels canals oficials d'Atari.